# Robert (Puppe)

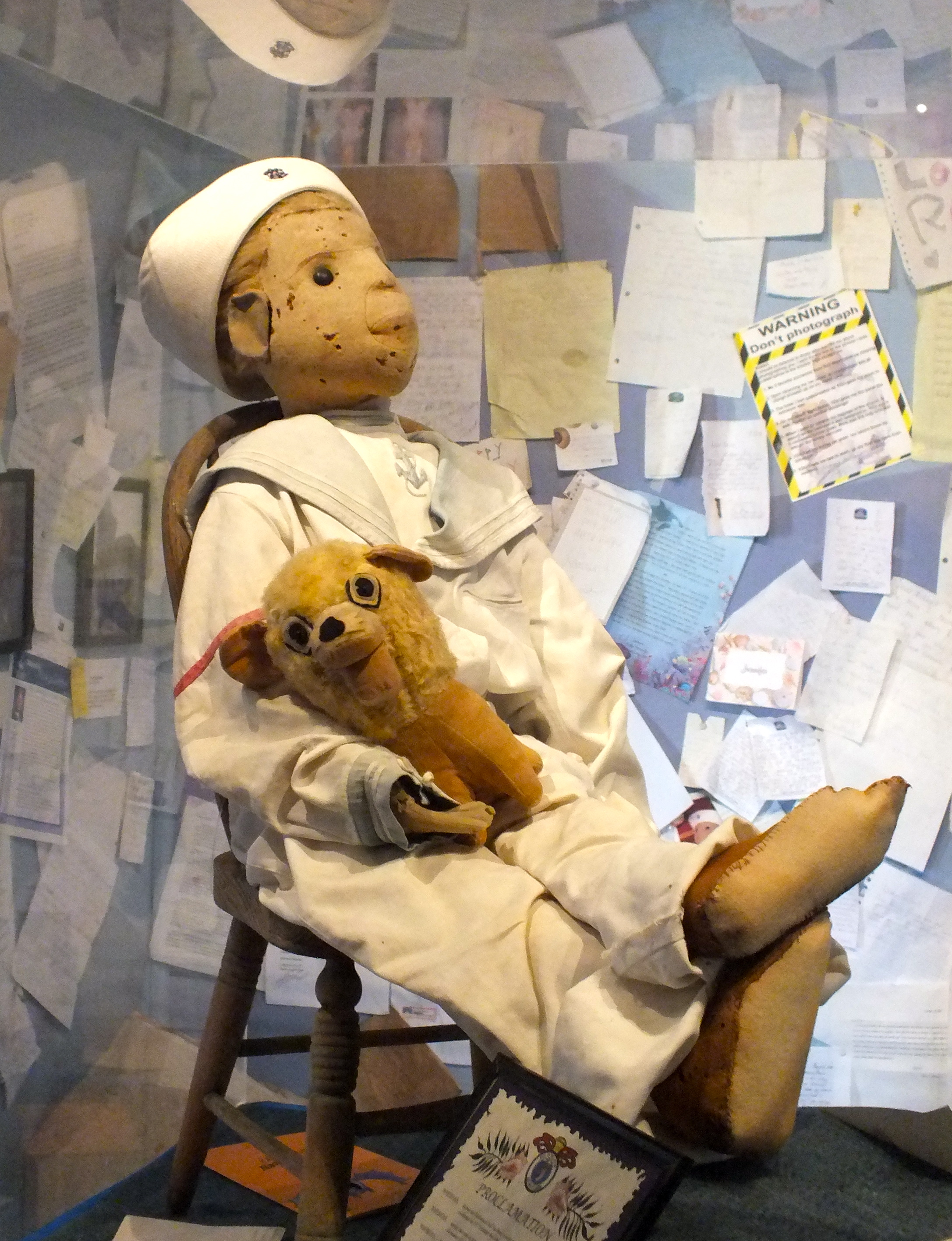
Robert in der Key West Art Gallery.

Robert (auch Robert the doll, Robert the haunted doll oder Robert the enchanted doll) ist der Name einer in den USA bekannten Stoffpuppe und Ausstellungsstück eines Privatmuseums. Sie wird mit unheimlichen und erschreckenden Vorfällen in Verbindung gebracht. Die entsprechenden Berichte inspirierten unter anderem mehrere Verfilmungen.

## Beschreibung
Robert hat das Aussehen eines kleinen Matrosen. Die Puppe ist 1,02 m groß und mit Holzwolle gestopft. Farbrückstände im Gesichtsbereich legen nahe, dass Robert ursprünglich bemalt war. Die Puppe ist in weiße Matrosentracht, wie sie in den USA zu Beginn des 20. Jahrhunderts üblich war, gekleidet. Entgegen populären Gerüchten besteht Roberts Haar nicht aus Menschenhaar, sondern aus einer Art synthetischer Wollfaser.

## Hintergründe

### Anfänge
Robert gehörte ursprünglich einem Autor und Maler aus Key West namens Robert Eugene „Gene“ Otto. Dieser soll Robert 1903 als Kind im Alter von vier Jahren von einer karibischen Dienerin erhalten haben, die bei den Ottos arbeitete. Angeblich war die Magd eine begnadete Voodoo-Magierin, die sich der schwarzen Magie verschrieben hatte. Die Frau soll Eugene die Puppe aus purer Arglist und aus Rache für schlechte Behandlungen geschenkt haben. Kaum war Eugene im Besitz der Puppe, häuften sich laut Zeugenberichten unheimliche und erschreckende Vorfälle: Anwohner wie Gäste wollen gesehen haben, wie Robert zwinkerte oder mit übernatürlicher Geschwindigkeit von Raum zu Raum huschte. Schon bald soll auch Eugene angefangen haben, sich sonderbar zu verhalten. Der Junge sei wiederholt dabei beobachtet worden, wie er mit der Puppe sprach, und diese schien sogar zu antworten. Anfangs hätten die Eltern und Verwandten sich dies damit erklärt, dass Eugene mit einem imaginären Freund spreche; später hätten sie aber den Eindruck gehabt, dass die Stimme von Robert aus der Puppe gekommen sei.
Bald darauf habe sich die Heftigkeit der Vorfälle gesteigert: Möbel seien umgeworfen worden und Nachbarn wollen gesehen haben, wie Robert selbsttätig von Fenster zu Fenster wanderte, und die Puppe soll laut hörbar gehässig gekichert haben. Außerdem wurden die Eltern nachts angeblich von den Schreien Eugenes geweckt. Wenn sie in das Zimmer kamen, sei immer irgendetwas umgeworfen oder zerbrochen gewesen und Eugene habe stets behauptet: “Robert did it!” (dt. „Robert hat es getan!“ oder „Robert war’s!“).

### Spätere Vorfälle
Nachdem Eugene geheiratet hatte, will seine Frau Ann ebenfalls Opfer von Roberts bösen Streichen geworden sein. So soll die Puppe die Frau auf dem Dachboden eingeschlossen und ein anderes Mal gekratzt haben. Auch Gäste und Handwerker wollen Zeugen von Roberts Aktivitäten gewesen sein. In Anns Fall wurde allerdings schon früh geargwöhnt, dass Eugene selbst hinter der häuslichen Gewalt steckte und lediglich dreist der Puppe die Schuld in die Schuhe schob, so, wie er es vermutlich schon in Kindertagen getan hatte.
Nach Eugenes Tod im Jahre 1974 wurde Robert auf dem Dachstuhl aufbewahrt, wo er schließlich im selben Jahr von der zehnjährigen Tochter der neu eingezogenen Familie, Myrtle Reuter, gefunden wurde. Angeblich setzte Robert seine Schikanen und Aktivitäten fort, kaum dass das Mädchen die Puppe mit auf ihr Zimmer genommen hatte. Nach Aussage der Eltern wurde auch Myrtle nachts durch umkippende Möbel geweckt. Die Puppe habe angeblich am Bettende gesessen und das Kind bedroht. Schließlich übergab Myrtle die Puppe im Jahr 1994 der Museumsleitung der Key West Art Gallery. Noch zu dieser Zeit behauptete sie, die Puppe sei verflucht und bewege sich von selbst.

### Verbleib und Nachwirkungen
Robert wird heute in der Martello Gallery des Key West Art and Historical Museums in Key West, Florida, ausgestellt. Er ist dort in einer freistehenden Glasvitrine eingeschlossen, wo die Puppe auf einem kleinen Holzstuhl sitzt und einen braunen Stofflöwen im Schoß hält.
Noch heute soll Robert gemäß weit verbreiteten und populären Legenden und Gerüchten verflucht sein. Abweichende Versionen berichten von einem rachsüchtigen und intriganten Geist oder Dämon, der in der Puppe hausen soll. Wer auch immer im Besitz der Puppe sei, werde entweder Zeuge von paranormalen Ereignissen im eigenen Haus oder komme binnen kurzer Zeit durch ein Unglück zu Tode. Angeblich bewege sich die Puppe von selbst, außerdem könne Robert zwinkern. Noch heute behaupten Angestellte des Museums, dass Robert gelegentlich zwinkere oder sich bewege. Der Aberglaube um den Fluch, der auf der Puppe lasten soll, geht so weit, dass Besucher Robert um Erlaubnis bitten, bevor sie ihn fotografieren. In der Region um Key West ist der Ausspruch „Robert did it!“ im Alltag zu einer festen Redewendung für (vorgeschobene) Unschuldsbeteuerungen geworden.
Die Skeptikerin und Publizistin Karen Stollznow sieht eine mögliche Ursache für urbane Legenden um besessene Puppen in dem eher leeren oder dauernd lächelnden Gesichtsausdruck von Puppen, der eine solche Zuordnung erleichtere. Sie vergleicht Roberts Fall mit dem der Puppe Annabelle, die ebenfalls verflucht sein soll. Auch Annabelle ist mittlerweile in einem Privatmuseum untergebracht; beide Puppen inspirierten Verfilmungen.

## Rezeptionen
Die Gerüchte und Legenden um Robert dienten als Vorlage für Chucky – Die Mörderpuppe aus dem Jahr 1988, dem mehrere Fortsetzungen folgten. Hier wurde neben dem Namen auch das Aussehen der Puppe drastisch geändert. 2015 entstand zudem der Horrorfilm Robert – Die Puppe des Teufels, von dem bis 2019 vier Fortsetzungen gedreht wurden.